# کورف (دژ)
قلعه کرف (انگلیسی: Corfe Castle) در بالای روستایی با همین نام در شبه‌جزیره آیل از پوربک در شهرستان دورست در انگلیس واقع شده است. این قلعه توسط ویلیام فاتح ساخته شده است و به قرن ۱۱ میلادی بازمی‌گردد و در یک شکاف در تپه‌های پوربک که بر راه بین ورهام و سوانج واقع شده است، مستقر است. فاز اول این قلعه یکی از اولین قلعه‌های انگلستان بود که حداقل تا حدی با استفاده از سنگ ساخته شده بودند، زمانی که اکثریت آن‌ها با خاک و چوب ساخته شده بودند. قلعه کرف در قرن‌های ۱۲ و ۱۳ تغییرات ساختاری عمده‌ای را تجربه کرد.
در سال ۱۵۷۲، وقتی الیزابت نخست قلعه را به سر کریستوفر هاتون فروخت,  قلعه کرف از کنترل تاج و تخت خارج شد . سر جان بنکز در سال ۱۶۳۵ این قلعه را خرید و مالک آن در زمان جنگ داخلی انگلیس بود. در حالی که بنکز در لندن و آکسفورد در جنگ بود، همسرش، خانم مری بنکز، دفاع از قلعه را در دو بار محاصره قلعه توسط نیروهای پارلمانی انجام داد. محاصره اول، در سال ۱۶۴۳، ناموفق بود، اما تا سال ۱۶۴۵، کرف یکی از آخرین پایگاه‌های سلطنتی در جنوب انگلستان بود و به یکی از آخرین حمله‌هایی که با شکست تمام شدن محاصره به پایان رسید، وارد شد. در مارس همان سال، قلعه کرف به دستور پارلمان تخریب شد(این اتفاق به دستور پارلمان رخ داده است، به احتمال زیاد به دلیل شکست نهایی رویای سلطنتی در آن زمان). این قلعه که تحت مالکیت انجمن ملی است، به عموم باز است و در سال ۲۰۱۸ حدود ۲۳۷٬۰۰۰ بازدیدکننده را جذب کرد. این قلعه به عنوان یک ساختمان کلاس یک ثبت شده و به عنوان یک محل مقدس محافظت می‌شود.